# EXCITING BOX
『EXCITING BOX』（エキサイティング ボックス）は、加藤和樹の3枚目のミニ・アルバムである。

## 概要
- アルバムタイトルは、わくわくする＆前向きになれるような一枚にしたいと加藤自らが命名した。
- TYPE-A（CD+DVD）盤・TYPE-A（CD+DVD）盤・通常盤の3種類がある。DVDにはTYPE-Aには「In the future」のMV、TYPE-Bにはメイキング映像が収録されている。

## 収録曲
1. In the future
作詞：加藤和樹　作曲：小野貴光　編曲：宮田リュウ
2. Why　※全英詩
作詞：Seiji Motoyma　作曲：田中明仁　編曲：吉田トオル
3. Fighter
作詞/作曲：加藤和樹　編曲：吉田トオル
4. Always lovin’ you
作詞/作曲：加藤和樹　編曲：吉田トオル
5. My Girl
作詞/作曲/編曲：山田祐介
6. Legend Is Born (ver.R)
作詞：藤林聖子　作曲/編曲：ダルビッシュP